# Viquipèdia en aragonès
La Viquipèdia en aragonès (en aragonès: Wikipedia en aragonés) o Biquipedia és l'edició en llengua aragonesa de l'enciclopèdia de contingut lliure basada a la web Viquipèdia. El projecte es va iniciar el 21 de juliol de 2004. A 14 març de 2022, aquesta edició compta amb 46.996, i és la 102ª Viquipèdia més gran per nombre d'articles. La Viquipèdia en aragonès està classificada en el 10è lloc de Viquipèdia per articles per població.